# JKT48選抜総選挙
JKT48選抜総選挙（ジェイケーティーフォーティーエイトせんばつそうせんきょ。インドネシア語: Pemilihan Member Single JKT48）は、JKT48のシングル表題曲およびカップリング曲を歌うメンバーをファン投票によって決定するイベントである。第1回が2014年に開催され、その後2019年の第6回まで開催された。

## 6thシングル選抜総選挙
『JKT48 6thシングル選抜総選挙 〜みんなが決める、16人選抜メンバー〜 大事なことはみんなで決めよう！』（インドネシア語: Pemilihan Member Single ke-6 JKT48 16 Member yang dipilih dan ditentukan oleh kalian semua. Ayo bersama-sama untuk menentukan hal yang penting!）は、JKT48の6thシングル曲を歌う選抜16名をファンの投票で決めるイベント。2014年3月から同年4月にかけて開催され、1位にはチームJのメロディー・ヌランダニ・ラクサニが選ばれた。JKT48では初の選抜総選挙であった。

### 開催日程
- 2014年3月5日、開催発表[4]、投票開始[1]
- 2014年3月15日、第1回中間発表[5]、3期生を候補者に追加[5]
- 2014年3月25日、第2回中間発表[5]
- 2014年4月22日、投票終了[1]
- 2014年4月26日、最終結果発表[5]

### 投票方法
以下の方法で各々の票数の投票権を入手し投票。
- ALFA MART、ALFA MIDI、ALFA EXPRESS、LAWSONにてシングルCD『Flying Get』購入で3票
- JKT48 OFFICIAL FAN CLUB会員に1票
- MOBILE CONTENT MUSIC DOWNLOADにて『Flying Get』ダウンロードで1票
- 劇場公演鑑賞で1票

### 候補者
AKB48との兼任解除またはAKB48からの移籍が発表された一部メンバーを除くJKT48の全メンバー（チームJ、チームKIII、研究生、及び後日合格発表された3期生）が対象で、合計71名の候補者は以下の通り。
- チームJ（19名）

アヤナ・シャハブ、ベビー・カエサラ・アナディラ、デリマ・リズキー、デフィ・キナル・プトゥリ、フリスカ・アナスタシア・ラクサニ、ガブリエラ・マルガレット・ワラオー、ガイダ・ファリシャ、仲川遥香、ジェニファー・ラヘル・ナタシャ、ジェシカ・ファニア、ジェシカ・フェランダ、メロディー・ヌランダニ・ラクサニ、ナビラ・ラトナ・アユ・アザリア、レズキー・ウィランティ・ディク、リカ・レヨナ、センディ・アリアニ、シャニア・ジュニアナタ、ソニア・ナタリア、タリア・イファンカ・エリサベス
- チームKIII（16名）

アリシア・カンジア、シンディ・ユフィア、デラ・デリラ、ドゥイ・プトゥリ・ボニタ、ジェニファー・ハンナ、リディア・マウリダ・ジュハンダル、ナディラ・シンディ・ワンタリ、ナタリア、ノエラ・システリナ、ラトゥ・フィエンニ・フィトゥリリア、リスカ・ファイルニッサ、ロナ・アングレアニ、シンタ・ナオミ、シンカ・ジュリアニ、タリア、フィフィヨナ・アプリアニ
- 研究生（5名）

デナ・シティ・ロヒャティ、ファヒルヤニ・シャファリヤンティ、ノフィンタ・ディニ、プリシリア・サリ・デウィ、サクティア・オクタピアニ
- 3期生（31名）

アリシア・フェリヤナ、アマンダ・ドウィ・アリスタ、アンデラ・ユウォノ、アンジー・プトゥリ・クルニアサリ、アニンディタ・ラーマ・チャヒャディ、アユ・サフィラ・オクタフィアニ、チキタ・ラフェンスカ・マヌサ、エライン・ハルタント、ファリナ・ヨギ・デファニ、フェニ・フィトゥリヤンティ、フランシスカ・サラスワティ・プスパ・デウィ、インダー・プルマタ・サリ、ケジア・プトゥリ・アンディンタ、マリア・ゲノフェフア・ナタリア・デシー・プルナマサリ・グナワン、マルタ・グラシエラ、ミシェル・クリスト・クスナディ、ミレニア・クリスティエン・グロリ・ゴエナワン、ナディファ・サルサビラ、ニ・マデ・アユ・ファニア・アウレリア、ニナ・ハミダ、プトゥリ・ファリン・カルティカ、リズカ・カリラ、シャッファ・ナビラ、シャニ・インディラ・ナティオ、シャニア・グラシア、ソフィア・メイファリアニ、ステファニー・プリシリア・インダルト・プトゥリ、シャフイラ・アンジェラ・ヌルハリザ、トゥリアロナ・クスマ、ヤンセン・インディアニ、ゼビ・マグノリア・ファワズ
不参加者（4名）
- JKT48との兼任解除[6]

高城亜樹（チームJ）、野澤玲奈（チームJ）
- JKT48での活動開始時期未定（JKT48へ移籍予定）[6]

近野莉菜
- 活動辞退[7]

ピピト・アナンダ（3期生）

### 開票結果
投票総数は207,022票。最終結果、第2回中間状況、第1回中間状況は、下表の通り。
| 順位                   | 名前                               | 所属 | 得票数 | 第2回中間 | 第2回中間 | 第1回中間 | 第1回中間 |
| 順位                   | 名前                               | 所属 | 得票数 | 順位      | 得票      | 順位      | 得票      |
| ---------------------- | ---------------------------------- | ---- | ------ | --------- | --------- | --------- | --------- |
| 1位                    | メロディー・ヌランダニ・ラクサニ   | J    | 14,541 | 1位       | 7,969     | 1位       | 475       |
| 2位                    | ジェシカ・フェランダ               | J    | 13,285 | 2位       | 6,465     | 7位       | 370       |
| 3位                    | 仲川遥香                           | J    | 13,276 | 14位      | 2,718     | 2位       | 460       |
| 4位                    | シャニア・ジュニアナタ             | J    | 12,859 | 13位      | 2,741     | 8位       | 342       |
| 5位                    | ベビー・カエサラ・アナディラ       | J    | 12,015 | 3位       | 6,059     | 4位       | 415       |
| 6位                    | ナビラ・ラトナ・アユ・アザリア     | J    | 11,872 | 15位      | 2,587     | 6位       | 371       |
| 7位                    | リカ・レヨナ                       | J    | 11,732 | 5位       | 5,914     | -         | -         |
| 8位                    | デフィ・キナル・プトゥリ           | J    | 10,031 | 4位       | 6,013     | 5位       | 396       |
| 9位                    | ガイダ・ファリシャ                 | J    | 9,044  | 7位       | 4,156     | 14位      | 239       |
| 10位                   | フィフィヨナ・アプリアニ           | KIII | 8,917  | 6位       | 4,439     | -         | -         |
| 11位                   | ラトゥ・フィエンニ・フィトゥリリア | KIII | 7,149  | 10位      | 2,980     | 3位       | 434       |
| 12位                   | シンディ・ユフィア                 | KIII | 6,669  | -         | -         | 11位      | 254       |
| 13位                   | タリア                             | KIII | 6,290  | 11位      | 2,934     | -         | -         |
| 14位                   | アヤナ・シャハブ                   | J    | 6,259  | -         | -         | 9位       | 340       |
| 15位                   | ジェニファー・ハンナ               | KIII | 5,144  | 8位       | 3,015     | -         | -         |
| 16位                   | ジェシカ・ファニア                 | J    | 4,718  | 9位       | 2,995     | 13位      | 242       |
| 以上16名が選抜メンバー |                                    |      |        |           |           |           |           |
| 圏外                   | ロナ・アングレアニ                 | KIII | -      | 12位      | 2,797     | -         | -         |
| 圏外                   | リディア・マウリダ・ジュハンダル   | KIII | -      | 16位      | 2,316     | -         | -         |
| 圏外                   | タリア・イファンカ・エリサベス     | J    | -      | -         | -         | 10位      | 338       |
| 圏外                   | シンカ・ジュリアニ                 | KIII | -      | -         | -         | 12位      | 246       |
| 圏外                   | センディ・アリアニ                 | J    | -      | -         | -         | 15位      | 238       |
| 圏外                   | サクティア・オクタピアニ           | 研   | -      | -         | -         | 16位      | 211       |

## 10thシングル選抜総選挙
『JKT48 10thシングル選抜総選挙 〜みんなが決める、16人選抜メンバー〜 大事なことはみんなで決めよう！』（インドネシア語: Pemilihan Member Single ke-10 JKT48 16 Member yang dipilih dan ditentukan oleh kalian semua. Ayo bersama-sama untuk menentukan hal yang penting!）は、JKT48の10thシングル表題曲を歌う選抜メンバー16名（1 - 16位）、カップリング曲を歌うアンダーガールズ16名（17 - 32位）の合計32名をファンの投票で決めるイベント。2015年3月から同年5月にかけて開催され、1位にはチームJのジェシカ・フェランダが選ばれた。JKT48として2回目の開催で、前回はランクイン圏内人数が上位16名であったが、今回は上位32名となった。

### 開催日程
- 2015年2月28日、開催発表[13]
- 2015年3月27日、投票開始[10]
- 2015年4月7日、第1回中間発表[14]
- 2015年4月14日、第2回中間発表[14]
- 2015年4月30日、投票終了[10]
- 2015年5月2日、最終結果発表[14]

### 投票方法
以下の方法で各々の票数の投票権を入手し投票。
- 9thシングルCD『Pareo adalah Emerald – Pareo wa Emerald』通常盤購入で6票
- 9thシングルCD『Pareo adalah Emerald – Pareo wa Emerald』劇場盤もしくはBasic Version購入で3票
- JKT48 OFFICIAL FAN CLUB会員に1票
- MOBILE CONTENT MUSIC DOWNLOADにて『Pareo adalah Emerald – Pareo wa Emerald』ダウンロードで1票
- 劇場公演鑑賞で1票

### 候補者
JKT48の全メンバー（チームJ、チームKIII、チームT、研究生）が対象で、合計64名の候補者は以下の通り。
- チームJ（19名）

アヤナ・シャハブ、ベビー・チャエサラ・アナディラ、ドゥリマ・リズキー、デナ・シティ・ロヒャティ、デフィ・キナル・プトゥリ、フリスカ・アナスタシア・ラクサニ、ガブリエラ・マルガレット・ワラオー、ガイダ・ファリシャ、仲川遥香、ジェニファー・ラヘル・ナタシャ、ジェシカ・ファニア、ジェシカ・フェランダ、メロディー・ヌランダニ・ラクサニ、ナビラ・ラトナ・アユ・アザリア、レズキー・ウィランティ・ディク、センディ・アリアニ、シャニア・ジュニアナタ、ソニア・ナタリア、タリア・イファンカ・エリサベス
- チームKIII（20名）

アリシア・チャンジア、シンディ・ユフィア、デラ・デリラ、ドゥイ・プトゥリ・ボニタ、ファヒルヤニ・シャファリヤンティ、ジェニファー・ハンナ、リディア・マウリダ・ジュハンダル、ナディラ・シンディ・ワンタリ、ナタリア、ノフィンタ・ディニ、プリシリア・サリ・デウィ、ラトゥ・フィエンニ・フィトゥリリア、近野莉菜、リスカ・ファイルニッサ、ロナ・アングレアニ、サクティア・オクタピアニ、シンタ・ナオミ、シンカ・ジュリアニ、タリア、フィフィヨナ・アプリアニ
- チームT（16名）

アマンダ・ドウィ・アリスタ、アンデラ・ユウォノ、アニンディタ・ラーマ・チャヒャディ、アユ・サフィラ・オクタフィアニ、チキタ・ラフェンスカ・マムサ、イレィン・ハルタント、フェニ・フィトゥリヤンティ、フランシスカ・サラスワティ・プスパ・デウィ、マリア・ゲノフェフア・ナタリア・デシー・プルナマサリ・グナワン、マルタ・グラシエラ、ミシェル・クリスト・クスナディ、ナディファ・サルサビラ、ニ・マデ・アユ・ファニア・アウレリア、シャニ・インディラ・ナティオ、シャニア・グラシア、シャフィラ・アンジェラ・ヌルハリザ
- 研究生（9名）

アリシア・フェリヤナ、ファリナ・ヨギ・デファニ、インダー・プルマタ・サリ、ニナ・ハミダ、プトゥリ・ファリン・カルティカ、ソフィア・メイファリアニ、ステファニー・プリシラ・インダルト・プトゥリ、トゥリアロナ・クスマ、ヤンセン・インディアニ

### 開票結果
投票総数は366,301票。最終結果、第2回中間状況、第1回中間状況は、下表の通り。
| 順位                       | 名前                                                           | 所属 | 得票数 | 第2回中間 | 第2回中間 | 第1回中間 | 第1回中間 |
| 順位                       | 名前                                                           | 所属 | 得票数 | 順位      | 得票      | 順位      | 得票      |
| -------------------------- | -------------------------------------------------------------- | ---- | ------ | --------- | --------- | --------- | --------- |
| 1位                        | ジェシカ・フェランダ                                           | J    | 22,404 | 2位       | 9,567     | 4位       | 1,693     |
| 2位                        | 仲川遥香                                                       | J    | 21,882 | 13位      | 3,440     | 12位      | 1,044     |
| 3位                        | メロディー・ヌランダニ・ラクサニ                               | J    | 20,107 | 1位       | 10,180    | 17位      | 840       |
| 4位                        | アンデラ・ユウォノ                                             | T    | 17,610 | 10位      | 4,395     | 5位       | 1,593     |
| 5位                        | デフィ・キナル・プトゥリ                                       | J    | 16,574 | 4位       | 7,126     | 25位      | 616       |
| 6位                        | シャニア・ジュニアナタ                                         | J    | 15,984 | 3位       | 7,695     | 7位       | 1,361     |
| 7位                        | ラトゥ・フィエンニ・フィトゥリリア                             | KIII | 15,875 | 11位      | 4,355     | 8位       | 1,232     |
| 8位                        | プリシリア・サリ・デウィ                                       | KIII | 15,188 | 6位       | 6,293     | 1位       | 2,727     |
| 9位                        | シンディ・ユフィア                                             | KIII | 14,919 | 14位      | 3,422     | 22位      | 759       |
| 10位                       | ナビラ・ラトナ・アユ・アザリア                                 | J    | 14,853 | 5位       | 6,335     | 10位      | 1,167     |
| 11位                       | リスカ・ファイルニッサ                                         | KIII | 14,846 | 9位       | 4,498     | 2位       | 2,580     |
| 12位                       | ベビー・チャエサラ・アナディラ                                 | J    | 13,105 | 20位      | 3,154     | 21位      | 760       |
| 13位                       | ガイダ・ファリシャ                                             | J    | 12,908 | 7位       | 5,152     | 23位      | 676       |
| 14位                       | アヤナ・シャハブ                                               | J    | 12,631 | 21位      | 3,045     | 20位      | 763       |
| 15位                       | センディ・アリアニ                                             | J    | 12,585 | 8位       | 4,645     | 3位       | 1,997     |
| 16位                       | ガブリエラ・マルガレット・ワラオー                             | J    | 11,959 | 18位      | 3,267     | 14位      | 1,019     |
| 以上16名が選抜メンバー     |                                                                |      |        |           |           |           |           |
| 17位                       | イレィン・ハルタント                                           | T    | 10,861 | 15位      | 3,418     | 6位       | 1,536     |
| 18位                       | 近野莉菜                                                       | KIII | 10,276 | 12位      | 3,850     | 11位      | 1,147     |
| 19位                       | フリスカ・アナスタシア・ラクサニ                               | J    | 10,025 | 22位      | 3,004     | 9位       | 1,168     |
| 20位                       | ミシェル・クリスト・クスナディ                                 | T    | 8,106  | 31位      | 2,205     | 24位      | 672       |
| 21位                       | ロナ・アングレアニ                                             | KIII | 7,517  | 19位      | 3,233     | 19位      | 766       |
| 22位                       | タリア                                                         | KIII | 6,327  | 25位      | 2,864     | 18位      | 792       |
| 23位                       | ジェニファー・ハンナ                                           | KIII | 5,852  | 27位      | 2,487     | 26位      | 600       |
| 24位                       | シンタ・ナオミ                                                 | KIII | 5,624  | 26位      | 2,720     | 16位      | 897       |
| 25位                       | フィフィヨナ・アプリアニ                                       | KIII | 5,505  | 16位      | 3,349     | 28位      | 540       |
| 26位                       | ジェシカ・ファニア                                             | J    | 5,332  | 24位      | 2,885     | -         | -         |
| 27位                       | シンカ・ジュリアニ                                             | KIII | 5,111  | 32位      | 2,108     | 27位      | 547       |
| 28位                       | ドゥイ・プトゥリ・ボニタ                                       | KIII | 4,999  | 28位      | 2,395     | 31位      | 329       |
| 29位                       | マリア・ゲノフェフア・ナタリア・デシー・プルナマサリ・グナワン | T    | 4,866  | 17位      | 3,291     | 15位      | 912       |
| 30位                       | レズキー・ウィランティ・ディク                                 | J    | 4,420  | 23位      | 2,904     | 13位      | 1,031     |
| 31位                       | リディア・マウリダ・ジュハンダル                               | KIII | 4,005  | 30位      | 2,231     | 30位      | 433       |
| 32位                       | シャニ・インディラ・ナティオ                                   | T    | 3,710  | 29位      | 2,331     | -         | -         |
| 以上16名がアンダーガールズ |                                                                |      |        |           |           |           |           |
| 圏外                       | アユ・サフィラ・オクタフィアニ                                 | T    | -      | -         | -         | 29位      | 485       |
| 圏外                       | アニンディタ・ラーマ・チャヒャディ                             | T    | -      | -         | -         | 32位      | 307       |

## 13thシングル選抜総選挙
『JKT48 13thシングル選抜総選挙 〜何かが変わる〜』（インドネシア語: Pemilihan Member Single ke-13 JKT48 〜Membuat Perubahan〜）は、JKT48の13thシングル表題曲を歌う選抜メンバー16名（1 - 16位）、カップリング曲を歌うアンダーガールズ16名（17 - 32位）の合計32名をファンの投票で決めるイベント。JKT48として3回目となる今回は、2016年3月から同年5月にかけて開催され、1位にはチームJのジェシカ・フェランダが選ばれ昨年に続き連覇となった。

### 開催日程
- 2016年2月27日、開催発表[21]
- 2016年3月23日、投票開始[19]
- 2016年4月6日、第1回中間発表[22]
- 2016年4月15日、第2回中間発表[22]
- 2016年5月5日、投票終了[19]
- 2016年5月7日、最終結果発表[20]

### 投票方法
以下の方法で各々の票数の投票権を入手し投票。
- 2ndアルバム『Mahagita – Kamikyokutachi』CD購入で6票
- 2ndアルバム『Mahagita – Kamikyokutachi』ミュージックダウンロードカード購入で3票
- JKT48 OFFICIAL FAN CLUB会員に1票
- MOBILE CONTENT MUSIC DOWNLOAD（着メロ）ダウンロードで1票
- 劇場公演鑑賞で1票

### 候補者
一部卒業予定メンバーを除くJKT48の全メンバー（チームJ、チームKIII、チームT、研究生）が対象で、合計60名の候補者は以下の通り。
- チームJ（17名）

アヤナ・シャハブ、ベビー・チャエサラ・アナディラ、デナ・シティ・ロヒャティ、フリスカ・アナスタシア・ラクサニ、ガブリエラ・マルガレット・ワラオー、ガイダ・ファリシャ、ジェニファー・ラヘル・ナタシャ、ジェシカ・ファニア、ジェシカ・フェランダ、メロディー・ヌランダニ・ラクサニ、ナビラ・ラトナ・アユ・アザリア、レズキー・ウィランティ・ディク、センディ・アリアニ、シャニア・ジュニアナタ、シンタ・ナオミ、ソニア・ナタリア、タリア・イファンカ・エリサベス
- チームKIII（18名）

アリシア・チャンジア、シンディ・ユフィア、デラ・デリラ、デフィ・キナル・プトゥリ、ドゥイ・プトゥリ・ボニタ、ファヒルヤニ・シャファリヤンティ、ジェニファー・ハンナ、リディア・マウリダ・ジュハンダル、ナディラ・シンディ・ワンタリ、ナタリア、プリシリア・サリ・デウィ、ラトゥ・フィエンニ・フィトゥリリア、近野莉菜、リスカ・ファイルニッサ、ロナ・アングレアニ、サクティア・オクタピアニ、シンカ・ジュリアニ、フィフィヨナ・アプリアニ
- チームT（15名）

アマンダ・ドウィ・アリスタ、アニンディタ・ラーマ・チャヒャディ、アユ・サフィラ・オクタフィアニ、フェニ・フィトゥリヤンティ、フランシスカ・サラスワティ・プスパ・デウィ、仲川遥香、マリア・ゲノフェフア・ナタリア・デシー・プルナマサリ・グナワン、ミシェル・クリスト・クスナディ、ナディファ・サルサビラ、ニ・マデ・アユ・ファニア・アウレリア、シャニ・インディラ・ナティオ、シャニア・グラシア、ステファニー・プリシラ・インダルト・プトゥリ、シャフィラ・アンジェラ・ヌルハリザ、ヤンセン・インディアニ
- 研究生（10名）

アドリアニ・エリサベス、クリスティ、シンディ・ハプサリ・マハラニ・プジアントロ・プトゥリ、フィドリ・インマンダ・アッザフラ、ジナン・サファ・サフィラ、マデ・デヴィ・ラニタ・ニンタラ、メラティ・プトゥリ・ラヘル・セシリア、スリ・リンタン、タン・ジー・フイ・セリーヌ、ザフラ・ユリヴァ・デルマワン
不参加者（4名）
- 卒業予定

イレィン・ハルタント（チームJ）、ソフィア・メイファリアニ（チームJ）、チキタ・ラフェンスカ・マムサ（チームT）、マルタ・グラシエラ（チームT）

### 開票結果
投票総数は631,418票。最終結果、第2回中間状況、第1回中間状況は、下表の通り。
| 順位                       | 名前                                 | 所属 | 得票数 | 第2回中間 | 第2回中間 | 第1回中間 | 第1回中間 |
| 順位                       | 名前                                 | 所属 | 得票数 | 順位      | 得票      | 順位      | 得票      |
| -------------------------- | ------------------------------------ | ---- | ------ | --------- | --------- | --------- | --------- |
| 1位                        | ジェシカ・フェランダ                 | J    | 42,005 | 3位       | 11,256    | 5位       | 2,920     |
| 2位                        | ガイダ・ファリシャ                   | J    | 41,918 | 1位       | 16,116    | 1位       | 6,371     |
| 3位                        | 仲川遥香                             | T    | 40,413 | 12位      | 5,244     | 18位      | 1,431     |
| 4位                        | シンディ・ユフィア                   | KIII | 27,008 | 4位       | 10,897    | 21位      | 1,299     |
| 5位                        | メロディー・ヌランダニ・ラクサニ     | J    | 25,679 | 10位      | 5,733     | 15位      | 1,501     |
| 6位                        | シャニア・ジュニアナタ               | J    | 25,532 | 5位       | 9,912     | 14位      | 1,515     |
| 7位                        | プリシリア・サリ・デウィ             | KIII | 25,521 | 6位       | 8,791     | -         | -         |
| 8位                        | ナビラ・ラトナ・アユ・アザリア       | J    | 23,992 | 16位      | 4,397     | 12位      | 1,701     |
| 9位                        | 近野莉菜                             | KIII | 23,897 | 2位       | 12,027    | 2位       | 4,378     |
| 10位                       | デフィ・キナル・プトゥリ             | KIII | 20,022 | 19位      | 3,620     | 28位      | 644       |
| 11位                       | シャニア・グラシア                   | T    | 19,782 | 9位       | 5,798     | -         | -         |
| 12位                       | ミシェル・クリスト・クスナディ       | T    | 19,683 | 15位      | 4,543     | 11位      | 1,767     |
| 13位                       | ガブリエラ・マルガレット・ワラオー   | J    | 19,659 | -         | -         | -         | -         |
| 14位                       | デナ・シティ・ロヒャティ             | J    | 17,312 | 8位       | 6,343     | -         | -         |
| 15位                       | ドゥイ・プトゥリ・ボニタ             | KIII | 17,157 | 14位      | 4,584     | 24位      | 1,113     |
| 16位                       | タリア・イファンカ・エリサベス       | J    | 16,011 | 18位      | 4,052     | 8位       | 2,233     |
| 以上16名が選抜メンバー     |                                      |      |        |           |           |           |           |
| 17位                       | シンカ・ジュリアニ                   | KIII | 15,988 | 27位      | 2,531     | 16位      | 1,455     |
| 18位                       | サクティア・オクタピアニ             | KIII | 15,383 | 17位      | 4,153     | 6位       | 2,678     |
| 19位                       | アヤナ・シャハブ                     | J    | 15,202 | -         | -         | -         | -         |
| 20位                       | ナディラ・シンディ・ワンタリ         | KIII | 15,130 | 11位      | 5,441     | 4位       | 3,232     |
| 21位                       | リスカ・ファイルニッサ               | KIII | 13,004 | 22位      | 3,487     | 10位      | 1,877     |
| 22位                       | ベビー・チャエサラ・アナディラ       | J    | 12,862 | 25位      | 2,901     | -         | -         |
| 23位                       | シンタ・ナオミ                       | J    | 12,592 | 7位       | 6,347     | 3位       | 3,716     |
| 24位                       | ナタリア                             | KIII | 9,808  | 21位      | 3,573     | 7位       | 2,482     |
| 25位                       | センディ・アリアニ                   | J    | 8,257  | 24位      | 3,076     | 13位      | 1,526     |
| 26位                       | シャニ・インディラ・ナティオ         | T    | 8,221  | 20位      | 3,611     | 27位      | 667       |
| 27位                       | ニ・マデ・アユ・ファニア・アウレリア | T    | 8,213  | 23位      | 3,420     | 23位      | 1,132     |
| 28位                       | デラ・デリラ                         | KIII | 8,173  | 30位      | 2,276     | 17位      | 1,444     |
| 29位                       | ラトゥ・フィエンニ・フィトゥリリア   | KIII | 8,165  | 29位      | 2,317     | 25位      | 861       |
| 30位                       | フィフィヨナ・アプリアニ             | KIII | 8,147  | -         | -         | -         | -         |
| 31位                       | ジェシカ・ファニア                   | J    | 8,133  | 32位      | 2,164     | 32位      | 542       |
| 32位                       | ナディファ・サルサビラ               | T    | 8,130  | 13位      | 4,878     | 20位      | 1,310     |
| 以上16名がアンダーガールズ |                                      |      |        |           |           |           |           |
| 圏外                       | シャフィラ・アンジェラ・ヌルハリザ   | T    | -      | 26位      | 2,876     | 9位       | 2,196     |
| 圏外                       | ジェニファー・ハンナ                 | KIII | -      | 28位      | 2,473     | 22位      | 1,256     |
| 圏外                       | アリシア・チャンジア                 | KIII | -      | 31位      | 2,214     | 19位      | 1,422     |
| 圏外                       | フリスカ・アナスタシア・ラクサニ     | J    | -      | -         | -         | 26位      | 767       |
| 圏外                       | フェニ・フィトゥリヤンティ           | T    | -      | -         | -         | 29位      | 635       |
| 圏外                       | ロナ・アングレアニ                   | KIII | -      | -         | -         | 30位      | 599       |
| 圏外                       | アニンディタ・ラーマ・チャヒャディ   | T    | -      | -         | -         | 31位      | 597       |

## 17thシングル選抜総選挙
『JKT48 17thシングル選抜総選挙 〜新しい時代を創るのは誰だ？〜』（インドネシア語: Pemilihan Member Single ke-17 JKT48 〜Siapa yang akan membuat zaman baru?〜）は、JKT48の17thシングル表題曲を歌う選抜メンバー16名（1 - 16位）、カップリング曲を歌うアンダーガールズ16名（17 - 32位）の合計32名をファンの投票で決めるイベント。JKT48として4回目となる今回は、2017年3月から同年4月にかけて開催され、1位にはチームKIIIのシャニ・インディラ・ナティオが選ばれた。

### 開催日程
- 2017年3月4日、開催発表[31]
- 2017年3月8日、投票開始[29]
- 2017年3月18日、第1回中間発表[29]
- 2017年4月1日、第2回中間発表[29]
- 2017年4月20日、投票終了[29]
- 2017年4月22日、最終結果発表[29]

### 投票方法
以下の方法で各々の票数の投票権を入手し投票。
- 16thシングル『So long』CD購入で6票
- 16thシングル『So long』ミュージックダウンロードカード購入で3票
- アルバム『JKT48 Festival Greatest Hits』（KFC限定販売）購入で3票
- JKT48 OFFICIAL FAN CLUB会員に1票
- MOBILE CONTENT MUSIC DOWNLOAD（着メロ）ダウンロードで1票
- 劇場公演鑑賞で1票

### 候補者
一部卒業予定者を除くJKT48の全メンバー（チームJ、チームKIII、チームT、研究生）が対象で、合計64名の候補者は以下の通り。
- チームJ（19名）

デラ・デリラ、デナ・シティ・ロヒャティ、デフィ・キナル・プトゥリ、ドゥイ・プトゥリ・ボニタ、フェニ・フィトゥリヤンティ、ガブリエラ・マルガレット・ワラオー、メロディー・ヌランダニ・ラクサニ（チームT兼任）、ミシェル・クリスト・クスナディ、ナビラ・ラトナ・アユ・アザリア、プリシリア・サリ・デウィ、リスカ・ファイルニッサ、サクティア・オクタピアニ、シャニア・ジュニアナタ、シンカ・ジュリアニ、スリ・リンタン、シャフィラ・アンジェラ・ヌルハリザ、タリア・イファンカ・エリサベス、フィフィヨナ・アプリアニ、ザフラ・ユリヴァ・デルマワン
- チームKIII（24名）

アリシア・チャンジア、アマンダ・ドウィ・アリスタ、アニンディタ・ラーマ・チャヒャディ、アヤナ・シャハブ、アユ・サフィラ・オクタフィアニ、ベビー・チャエサラ・アナディラ、シンディ・ユフィア、ファヒルヤニ・シャファリヤンティ、フランシスカ・サラスワティ・プスパ・デウィ、フリスカ・アナスタシア・ラクサニ、ジェニファー・ラヘル・ナタシャ、リディア・マウリダ・ジュハンダル、マリア・ゲノフェフア・ナタリア・デシー・プルナマサリ・グナワン、ナディラ・シンディ・ワンタリ、ナタリア、ニ・マデ・アユ・ファニア・アウレリア、ラトゥ・フィエンニ・フィトゥリリア、近野莉菜、ロナ・アングレアニ、シャニ・インディラ・ナティオ、シャニア・グラシア、シンタ・ナオミ、ソニア・ナタリア、ステファニー・プリシラ・インダルト・プトゥリ
- チームT（17名[注 1]）

アディスティ・ザラ、アドリアニ・エリサベス、クリスティ、シンディ・ハプサリ・マハラニ・プジアントロ・プトゥリ、チトラ・アユ・プラナジャヤ・ウィブラド、エリザベス・グロリア・セティアワン、イヴ・アントワネット・イヒワン、フィドリ・インマンダ・アッザフラ、ジナン・サファ・サフィラ、マデ・デヴィ・ラニタ・ニンタラ、メラティ・プトゥリ・ラヘル・セシリア、ヌルハヤティ、プティ・ナディラ・アザリア、レギナ・アンジェリナ、ルート・ダマヤンティ・シタンガン、タン・ジー・フイ・セリーヌ、フィオレタ・ブルハン
- 研究生（4名）

ディアニ・アマリア・ラマダニ、ガブリェラ・マルセリナ、ハシャキラ・ウタミ・クスマワルダニ、サニア・ジュリア・モントラル
不参加者（2名）
- 卒業予定

ジェシカ・ファニア（チームJ）、ジェシカ・フェランダ（チームJ）

### 開票結果
最終結果、第2回中間状況、第1回中間状況は、下表の通り。
| 順位                       | 名前                                                           | 所属 | 得票数 | 第2回中間 | 第2回中間 | 第1回中間 | 第1回中間 |
| 順位                       | 名前                                                           | 所属 | 得票数 | 順位      | 得票      | 順位      | 得票      |
| -------------------------- | -------------------------------------------------------------- | ---- | ------ | --------- | --------- | --------- | --------- |
| 1位                        | シャニ・インディラ・ナティオ                                   | KIII | 47,717 | 1位       | 13,582    | 2位       | 5,856     |
| 2位                        | アヤナ・シャハブ                                               | KIII | 44,034 | 3位       | 7,980     | 1位       | 6,068     |
| 3位                        | メロディー・ヌランダニ・ラクサニ                               | J・T | 41,684 | 12位      | 4,061     | 5位       | 2,613     |
| 4位                        | シャニア・グラシア                                             | KIII | 40,685 | 2位       | 9,012     | 4位       | 3,146     |
| 5位                        | シンディ・ユフィア                                             | KIII | 37,477 | 11位      | 4,163     | 10位      | 2,172     |
| 6位                        | 近野莉菜                                                       | KIII | 34,976 | 8位       | 4,357     | 29位      | 484       |
| 7位                        | マデ・デヴィ・ラニタ・ニンタラ                                 | T    | 33,618 | 6位       | 4,946     | 20位      | 1,568     |
| 8位                        | シャニア・ジュニアナタ                                         | J    | 31,765 | 18位      | 2,451     | 13位      | 1,943     |
| 9位                        | サクティア・オクタピアニ                                       | J    | 27,092 | 4位       | 7,111     | 11位      | 2,052     |
| 10位                       | アニンディタ・ラーマ・チャヒャディ                             | KIII | 22,637 | 5位       | 6,133     | 7位       | 2,413     |
| 11位                       | ロナ・アングレアニ                                             | KIII | 22,611 | 15位      | 3,183     | 8位       | 2,282     |
| 12位                       | フリスカ・アナスタシア・ラクサニ                               | KIII | 21,264 | 19位      | 2,419     | -         | -         |
| 13位                       | ミシェル・クリスト・クスナディ                                 | J    | 19,315 | 17位      | 2,721     | 16位      | 1,824     |
| 14位                       | ベビー・チャエサラ・アナディラ                                 | KIII | 17,004 | 7位       | 4,656     | 6位       | 2,450     |
| 15位                       | デフィ・キナル・プトゥリ                                       | J    | 15,803 | 31位      | 1,097     | 28位      | 574       |
| 16位                       | ナビラ・ラトナ・アユ・アザリア                                 | J    | 15,134 | 29位      | 1,333     | 30位      | 395       |
| 以上16名が選抜メンバー     |                                                                |      |        |           |           |           |           |
| 17位                       | アユ・サフィラ・オクタフィアニ                                 | KIII | 14,661 | 10位      | 4,241     | 15位      | 1,875     |
| 18位                       | タン・ジー・フイ・セリーヌ                                     | T    | 14,389 | 9位       | 4,328     | 3位       | 3,313     |
| 19位                       | フィオレタ・ブルハン                                           | T    | 13,619 | 27位      | 1,384     | 27位      | 838       |
| 20位                       | シンディ・ハプサリ・マハラニ・プジアントロ・プトゥリ           | T    | 12,038 | 16位      | 3,034     | 25位      | 941       |
| 21位                       | マリア・ゲノフェフア・ナタリア・デシー・プルナマサリ・グナワン | KIII | 11,725 | 14位      | 3,483     | 14位      | 1,909     |
| 22位                       | ラトゥ・フィエンニ・フィトゥリリア                             | KIII | 11,094 | 20位      | 2,277     | 21位      | 1,538     |
| 23位                       | アディスティ・ザラ                                             | T    | 9,173  | 23位      | 1,825     | 22位      | 1,480     |
| 24位                       | フィフィヨナ・アプリアニ                                       | J    | 8,468  | 13位      | 3,609     | 9位       | 2,231     |
| 25位                       | メラティ・プトゥリ・ラヘル・セシリア                           | T    | 7,470  | 30位      | 1,159     | 24位      | 1,122     |
| 26位                       | ヌルハヤティ                                                   | T    | 7,379  | 22位      | 2,036     | 12位      | 1,989     |
| 27位                       | デラ・デリラ                                                   | J    | 6,801  | 32位      | 978       | 26位      | 927       |
| 28位                       | ファヒルヤニ・シャファリヤンティ                               | KIII | 6,584  | 21位      | 2,232     | 17位      | 1,749     |
| 29位                       | アリシア・チャンジア                                           | KIII | 6,345  | -         | -         | -         | -         |
| 30位                       | リディア・マウリダ・ジュハンダル                               | KIII | 6,188  | -         | -         | -         | -         |
| 31位                       | デナ・シティ・ロヒャティ                                       | J    | 6,065  | 28位      | 1,381     | 23位      | 1,360     |
| 32位                       | シャフィラ・アンジェラ・ヌルハリザ                             | J    | 5,690  | 26位      | 1,582     | -         | -         |
| 以上16名がアンダーガールズ |                                                                |      |        |           |           |           |           |
| 圏外                       | フランシスカ・サラスワティ・プスパ・デウィ                     | KIII | -      | 24位      | 1,728     | 19位      | 1,673     |
| 圏外                       | ドゥイ・プトゥリ・ボニタ                                       | J    | -      | 25位      | 1,725     | 18位      | 1,717     |
| 圏外                       | シンカ・ジュリアニ                                             | J    | -      | -         | -         | 31位      | 301       |
| 圏外                       | クリスティ                                                     | T    | -      | -         | -         | 32位      | 273       |

## 20thシングル選抜総選挙
『JKT48 20thシングル選抜総選挙 RE:BOOST』（インドネシア語: Pemilihan Member Single ke-20 JKT48 RE:BOOST）は、JKT48の20thシングル表題曲を歌う選抜メンバー16名（1 - 16位）、カップリング曲を歌うアンダーガールズ16名（17 - 32位）の合計32名をファンの投票で決めるイベント。JKT48として5回目となる今回は、2018年9月から同年11月にかけて開催され、1位にはチームJのシンディ・ユフィアが選ばれた。開票結果発表イベントはジャカルタ以外のエリアで初のジョグジャカルタで開催された。

### 開催日程
- 2018年8月17日、開催発表[40]
- 2018年9月8日、投票開始[37]
- 2018年9月29日、第1回中間発表[37]
- 2018年10月26日、第2回中間発表[41]
- 2018年11月14日、投票終了[37]
- 2018年11月17日、最終結果発表[37]

### 投票方法
以下の方法で各々の票数の投票権を入手し投票。
- 19thシングル『Everyday、カチューシャ/UZA』CD購入で6票
- 19thシングル『Everyday、カチューシャ/UZA』ダウンロードカード購入で3票
- JKT48 CIRCUSダウンロードカード購入で3票
- JKT48 OFFICIAL FAN CLUB会員に1票
- 劇場公演鑑賞で1票

### 候補者
JKT48の全メンバー（チームJ、チームKIII、チームT、アカデミークラスA）が対象で、合計66名の候補者は以下の通り。
- チームJ（15名）

アリエラ・カリスタ・イヒワン、シンディ・ハプサリ・マハラニ・プジアントロ・プトゥリ、シンディ・ユフィア、デラ・デリラ、ディアニ・アマリア・ラマダニ、フェニ・フィトゥリヤンティ、フリスカ・アナスタシア・ラクサニ、ガブリエラ・マルガレット・ワラオー、ミシェル・クリスト・クスナディ、ヌルハヤティ、サクティア・オクタピアニ、サニア・ジュリア・モントラル、シャニア・ジュニアナタ、シンカ・ジュリアニ、ステファニー・プリシラ・インダルト・プトゥリ
- チームKIII（15名）

アリシア・チャンジア、アニンディタ・ラーマ・チャヒャディ、ベビー・チャエサラ・アナディラ、エリカ・エビサワ・クスワン、フランシスカ・サラスワティ・プスパ・デウィ、ジェニファー・ラヘル・ナタシャ、マリア・ゲノフェフア・ナタリア・デシー・プルナマサリ・グナワン、ナディラ・シンディ・ワンタリ、ナタリア、ニ・マデ・アユ・ファニア・アウレリア、ラトゥ・フィエンニ・フィトゥリリア、ロナ・アングレアニ、シャニ・インディラ・ナティオ、シャニア・グラシア、フィフィヨナ・アプリアニ
- チームT（14名）

アディスティ・ザラ、アドリアニ・エリサベス、アヤナ・シャハブ、アユ・サフィラ・オクタフィアニ、フィドリ・インマンダ・アッザフラ、ハシャキラ・ウタミ・クスマワルダニ、ジナン・サファ・サフィラ、メラティ・プトゥリ・ラヘル・セシリア、プティ・ナディラ・アザリア、リナンダ・シャープトゥリ、ソニア・ナタリア、シャフィラ・アンジェラ・ヌルハリザ、タン・ジー・フイ・セリーヌ、タリア・イファンカ・エリサベス
- アカデミークラスA（10名）

アマンダ・プリセラ、アナスタシャ・ナルワストゥ・テティ、エリカ・シンティア、イヴ・アントワネット・イヒワン、ガブリェラ・マルセリナ、ギタ・スカル・アンダリニ、グラシエラ・ルーツ・ウィラント、カンディヤ・ラファ・マウリディタ、リスカ・アメリア・プトゥリ、サールザ・グラシタ
- アカデミークラスA（7期生のうち[45][46]、アカデミークラスAへの昇級者[47][48]）（12名）

アンジェリナ・クリスティ、アウレル・マヨリ、アジジ・アサデル、デア・エンジェリア、フェビ・コマリル、ガブリエル・エンジェリナ、ヘリスマ・プトリ、ムティアラ・アザフラ、ナビラ・フィトリアナ、リファ・ファトマサリ、ヴィオナ・ファドリン、イェシカ・タマラ
不参加者（15名）
- 卒業予定

ドゥイ・プトゥリ・ボニタ（チームJ）、リスカ・ファイルニッサ（チームJ）、リディア・マウリダ・ジュハンダル（チームKIII）、シンタ・ナオミ（チームKIII）、マデ・デヴィ・ラニタ・ニンタラ（チームT）
- 退学処分[47]

プトゥリ・チャーヤニン・アングライニ（アカデミークラスA）
- アカデミークラスB（7期生）[48]

アイコ・ハルミ、カリスタ・レア、フェブリナ・ディポネゴロ、フェブリオラ・シナンベラ、フレヤ・ジャヤワルダナ、ジェシカ・チャンドラ、ジェスリン・カリスタ
- 7期生（入学辞退）[51]

カニャ・チャヤ
- 短期留学[52][53]

川本紗矢（チームT）

### 開票結果
最終結果、第2回中間状況、第1回中間状況は、下表の通り。
| 順位                       | 名前                                                           | 所属 | 得票数 | 第2回中間 | 第2回中間 | 第1回中間 | 第1回中間 |
| 順位                       | 名前                                                           | 所属 | 得票数 | 順位      | 得票      | 順位      | 得票      |
| -------------------------- | -------------------------------------------------------------- | ---- | ------ | --------- | --------- | --------- | --------- |
| 1位                        | シンディ・ユフィア                                             | J    | 68,031 | 1位       | 27,350    | 1位       | 14,101    |
| 2位                        | シャニ・インディラ・ナティオ                                   | KIII | 47,654 | 2位       | 27,349    | 11位      | 3,562     |
| 3位                        | シンカ・ジュリアニ                                             | J    | 39,652 | 3位       | 18,483    | 3位       | 9,102     |
| 4位                        | フェニ・フィトゥリヤンティ                                     | J    | 37,220 | 7位       | 11,804    | 5位       | 6,406     |
| 5位                        | ヌルハヤティ                                                   | J    | 27,259 | 5位       | 13,643    | 6位       | 6,238     |
| 6位                        | アユ・サフィラ・オクタフィアニ                                 | T    | 26,487 | 11位      | 9,146     | 22位      | 1,327     |
| 7位                        | ステファニー・プリシラ・インダルト・プトゥリ                   | J    | 26,283 | 10位      | 9,576     | 7位       | 5,196     |
| 8位                        | シャニア・グラシア                                             | KIII | 24,670 | 4位       | 17,415    | 16位      | 2,234     |
| 9位                        | ラトゥ・フィエンニ・フィトゥリリア                             | KIII | 22,554 | 20位      | 4,492     | 17位      | 2,002     |
| 10位                       | アヤナ・シャハブ                                               | T    | 22,291 | 13位      | 7,220     | 19位      | 1,690     |
| 11位                       | ベビー・チャエサラ・アナディラ                                 | KIII | 22,065 | 8位       | 10,800    | 8位       | 5,163     |
| 12位                       | フィフィヨナ・アプリアニ                                       | KIII | 19,237 | 12位      | 8,201     | 4位       | 7,207     |
| 13位                       | アニンディタ・ラーマ・チャヒャディ                             | KIII | 17,824 | 9位       | 10,318    | 13位      | 2,897     |
| 14位                       | ジナン・サファ・サフィラ                                       | T    | 17,511 | 6位       | 12,694    | 2位       | 10,133    |
| 15位                       | ミシェル・クリスト・クスナディ                                 | J    | 14,116 | 18位      | 5,188     | 25位      | 1,211     |
| 16位                       | ガブリェラ・マルセリナ                                         | アA  | 13,587 | 27位      | 2,258     | -         | -         |
| 以上16名が選抜メンバー     |                                                                |      |        |           |           |           |           |
| 17位                       | タリア・イファンカ・エリサベス                                 | T    | 10,510 | 15位      | 5,559     | 12位      | 3,205     |
| 18位                       | マリア・ゲノフェフア・ナタリア・デシー・プルナマサリ・グナワン | KIII | 10,276 | 16位      | 5,431     | 14位      | 2,445     |
| 19位                       | イヴ・アントワネット・イヒワン                                 | アA  | 9,901  | 23位      | 3,075     | 15位      | 2,365     |
| 20位                       | メラティ・プトゥリ・ラヘル・セシリア                           | T    | 9,839  | 14位      | 6,498     | -         | -         |
| 21位                       | ロナ・アングレアニ                                             | KIII | 8,747  | 17位      | 5,391     | 10位      | 3,657     |
| 22位                       | タン・ジー・フイ・セリーヌ                                     | T    | 8,076  | 26位      | 2,388     | 21位      | 1,373     |
| 23位                       | ナディラ・シンディ・ワンタリ                                   | KIII | 7,848  | 24位      | 2,939     | 29位      | 575       |
| 24位                       | フィドリ・インマンダ・アッザフラ                               | T    | 7,528  | 21位      | 4,259     | 18位      | 1,741     |
| 25位                       | シャニア・ジュニアナタ                                         | J    | 7,481  | 19位      | 5,126     | 9位       | 4,064     |
| 26位                       | ソニア・ナタリア                                               | T    | 6,193  | 22位      | 3,930     | 23位      | 1,314     |
| 27位                       | シンディ・ハプサリ・マハラニ・プジアントロ・プトゥリ           | J    | 5,239  | 30位      | 1,753     | 27位      | 813       |
| 28位                       | ナタリア                                                       | KIII | 4,474  | 31位      | 1,750     | 28位      | 757       |
| 29位                       | ガブリエラ・マルガレット・ワラオー                             | J    | 4,295  | 25位      | 2,699     | 24位      | 1,254     |
| 30位                       | フランシスカ・サラスワティ・プスパ・デウィ                     | KIII | 3,977  | 28位      | 2,101     | 26位      | 1,187     |
| 31位                       | フリスカ・アナスタシア・ラクサニ                               | J    | 3,350  | 29位      | 2,018     | 20位      | 1,603     |
| 32位                       | アディスティ・ザラ                                             | T    | 1,867  | 32位      | 1,264     | 30位      | 481       |
| 以上16名がアンダーガールズ |                                                                |      |        |           |           |           |           |
| 圏外                       | エリカ・エビサワ・クスワン                                     | KIII | -      | -         | -         | 31位      | 451       |
| 圏外                       | ハシャキラ・ウタミ・クスマワルダニ                             | T    | -      | -         | -         | 32位      | 347       |

## オリジナルシングル選抜総選挙
『JKT48 オリジナルシングル選抜総選挙』（インドネシア語: Pemilihan Member Single Original JKT48）は、JKT48で初のオリジナルシングルの表題曲を歌う選抜メンバー16名（1 - 16位）、カップリング曲を歌うアンダーガールズ16名（17 - 32位）の合計32名をファンの投票で決めるイベント。2019年9月から同年11月にかけて開催され、1位にはチーム KIII のシャニ・インディラ・ナティオが選ばれた。

### 開催日程
- 2019年8月17日、開催発表[59]
- 2019年9月14日、投票開始[57]
- 2019年10月5日、第1回中間発表[57]
- 2019年11月3日、第2回中間発表[60]
- 2019年11月27日、投票終了[57]
- 2019年11月30日、最終結果発表[57]

### 投票方法
以下の方法で各々の票数の投票権を入手し投票。
- 4thアルバム『JOY KICK! TEARS』CD購入で6票
- 4thアルバム『JOY KICK! TEARS』ダウンロードカード購入で3票
- 『アイドルの夜明け』ダウンロードカード購入で3票
- JKT48 CIRCUS Part 3ダウンロードカード購入で3票
- JKT48 CIRCUS Part 4ダウンロードカード購入で3票
- 『大人列車』モバイルコンテンツ（着メロ）ダウンロードで1票
- JKT48 OFFICIAL FAN CLUB会員に1票
- 劇場公演鑑賞で1票

### 候補者
JKT48の全メンバー（チームJ、チームKIII、チームT、アカデミークラスA）が対象で、合計66名の候補者は以下の通り。
- チームJ（15名）

アリエラ・カリスタ・イヒワン、アウレル・マヨリ、アジジ・アサデル、シンディ・ハプサリ・マハラニ・プジアントロ・プトゥリ、ディアニ・アマリア・ラマダニ、イヴ・アントワネット・イヒワン、フェニ・フィトゥリヤンティ、フランシスカ・サラスワティ・プスパ・デウィ、フリスカ・アナスタシア・ラクサニ、ガブリエラ・マルガレット・ワラオー、ナディラ・シンディ・ワンタリ、ニ・マデ・アユ・ファニア・アウレリア、リスカ・アメリア・プトゥリ、ロナ・アングレアニ、サニア・ジュリア・モントラル
- チームKIII（13名）

アナスタシャ・ナルワストゥ・テティ、アンジェリナ・クリスティ、アニンディタ・ラーマ・チャヒャディ（チームT兼任）、ベビー・チャエサラ・アナディラ、ギタ・スカル・アンダリニ、ヘリスマ・プトリ、カンディヤ・ラファ・マウリディタ、マリア・ゲノフェフア・ナタリア・デシー・プルナマサリ・グナワン、ムティアラ・アザフラ、ヌルハヤティ、シャニ・インディラ・ナティオ、シャニア・グラシア、イェシカ・タマラ
- チームT（10名[注 5]）

アドリアニ・エリサベス、フィドリ・インマンダ・アッザフラ、ガブリエル・エンジェリナ、ガブリェラ・マルセリナ、ジナン・サファ・サフィラ、メラティ・プトゥリ・ラヘル・セシリア、ナビラ・フィトリアナ、プティ・ナディラ・アザリア、リナンダ・シャープトゥリ、タン・ジー・フイ・セリーヌ
- アカデミークラスA（28名）

アイコ・ハルミ、アマニナ・アフィカ、アミラ・ファティン、シンディ・ヌグロホ、コルネリア・ファニサ、デフィタ・マハラニ、デア・エンジェリア、エリナ・カルティカ、フェビ・コマリル、フェブリナ・ディポネゴロ、フェブリオラ・シナンベラ、フィオニー・アルフェリア、フロラ・シャフィック、フレヤ・ジャヤワルダナ、ガブリエラー・ステファニー、ジェシカ・チャンドラ、ジェスリン・カリスタ、ケイシャ・ラマダニ、ルル・サルサビラ、ニィマス・ラトゥ・ラファ、パメラ・クリサンテ、レファ・アンドリアナ、レファ・フィデラ、サルマ・アニッサ、サールザ・グラシタ、ウメガ・マウラナ、ヴィオナ・ファドリン、ザラ・ヌル
不参加者（12名）
- 卒業予定

ミシェル・クリスト・クスナディ（チームJ）、シンカ・ジュリアニ（チームJ）、ジェニファー・ラヘル・ナタシャ（チームKIII）、ラトゥ・フィエンニ・フィトゥリリア（チームKIII）、ステファニー・プリシラ・インダルト・プトゥリ（チームKIII）、フィフィヨナ・アプリアニ（チームKIII）、アディスティ・ザラ（チームT）、アヤナ・シャハブ（チームT）、ハシャキラ・ウタミ・クスマワルダニ（チームT）、ソニア・ナタリア（チームT）、シャフィラ・アンジェラ・ヌルハリザ（チームT）、タリア・イファンカ・エリサベス（チームT）

### 開票結果
最終結果（順位・名前・票数、所属）、第2回中間状況、第1回中間状況は、下表の通り。
| 順位                       | 名前                                                           | 所属    | 得票数 | 第2回中間 | 第2回中間 | 第1回中間 | 第1回中間 |
| 順位                       | 名前                                                           | 所属    | 得票数 | 順位      | 得票      | 順位      | 得票      |
| -------------------------- | -------------------------------------------------------------- | ------- | ------ | --------- | --------- | --------- | --------- |
| 1位                        | シャニ・インディラ・ナティオ                                   | KIII    | 72,707 | 1位       | 39,680    | 1位       | 15,194    |
| 2位                        | フェニ・フィトゥリヤンティ                                     | J       | 44,434 | 3位       | 14,811    | 3位       | 6,375     |
| 3位                        | リスカ・アメリア・プトゥリ                                     | J       | 31,367 | 7位       | 12,035    | 6位       | 5,059     |
| 4位                        | ヌルハヤティ                                                   | KIII    | 28,440 | 2位       | 15,278    | 7位       | 4,667     |
| 5位                        | ナディラ・シンディ・ワンタリ                                   | J       | 24,798 | 9位       | 9,836     | 12位      | 2,676     |
| 6位                        | ガブリェラ・マルセリナ                                         | T       | 23,404 | 5位       | 12,739    | 5位       | 5,138     |
| 7位                        | シンディ・ハプサリ・マハラニ・プジアントロ・プトゥリ           | J       | 22,525 | 6位       | 12,040    | 15位      | 2,379     |
| 8位                        | ベビー・チャエサラ・アナディラ                                 | KIII    | 21,792 | 4位       | 13,421    | 9位       | 3,648     |
| 9位                        | タン・ジー・フイ・セリーヌ                                     | T       | 21,350 | 10位      | 9,299     | 8位       | 4,509     |
| 10位                       | シャニア・グラシア                                             | KIII    | 20,601 | 16位      | 5,153     | 29位      | 1,025     |
| 11位                       | メラティ・プトゥリ・ラヘル・セシリア                           | T       | 19,342 | 31位      | 2,207     | 28位      | 1,031     |
| 12位                       | ジナン・サファ・サフィラ                                       | T       | 18,064 | 8位       | 10,494    | 2位       | 7,010     |
| 13位                       | アンジェリナ・クリスティ                                       | KIII    | 17,477 | 22位      | 3,873     | 22位      | 1,545     |
| 14位                       | ディアニ・アマリア・ラマダニ                                   | J       | 15,951 | 11位      | 8,375     | 4位       | 5,457     |
| 15位                       | ヘリスマ・プトリ                                               | KIII    | 15,842 | 13位      | 6,556     | -         | -         |
| 16位                       | ヴィオナ・ファドリン                                           | アA     | 14,566 | 21位      | 3,926     | 16位      | 2,323     |
| 以上16名が選抜メンバー     |                                                                |         |        |           |           |           |           |
| 17位                       | マリア・ゲノフェフア・ナタリア・デシー・プルナマサリ・グナワン | KIII    | 13,390 | 14位      | 5,848     | 11位      | 2,692     |
| 18位                       | ロナ・アングレアニ                                             | J       | 13,039 | 12位      | 6,600     | 13位      | 2,585     |
| 19位                       | サニア・ジュリア・モントラル                                   | J       | 11,330 | 15位      | 5,458     | 17位      | 2,061     |
| 20位                       | フリスカ・アナスタシア・ラクサニ                               | J       | 10,410 | 23位      | 3,852     | 26位      | 1,272     |
| 21位                       | アニンディタ・ラーマ・チャヒャディ                             | KIII・T | 9,661  | 17位      | 4,835     | 23位      | 1,523     |
| 22位                       | ガブリエラ・マルガレット・ワラオー                             | J       | 7,758  | 28位      | 2,901     | 21位      | 1,549     |
| 23位                       | プティ・ナディラ・アザリア                                     | T       | 7,724  | 20位      | 3,960     | 14位      | 2,516     |
| 24位                       | ニ・マデ・アユ・ファニア・アウレリア                           | J       | 7,641  | 25位      | 3,510     | 19位      | 1,811     |
| 25位                       | ナビラ・フィトリアナ                                           | T       | 7,505  | 18位      | 4,796     | 18位      | 1,890     |
| 26位                       | デア・エンジェリア                                             | アA     | 7,334  | 32位      | 2,137     | 27位      | 1,049     |
| 27位                       | フェビ・コマリル                                               | アA     | 6,552  | 27位      | 3,462     | 25位      | 1,347     |
| 28位                       | フィドリ・インマンダ・アッザフラ                               | T       | 6,279  | 19位      | 4,011     | 10位      | 2,706     |
| 29位                       | アリエラ・カリスタ・イヒワン                                   | J       | 5,966  | 29位      | 2,702     | 24位      | 1,374     |
| 30位                       | イェシカ・タマラ                                               | KIII    | 5,888  | 26位      | 3,464     | -         | -         |
| 31位                       | アウレル・マヨリ                                               | J       | 5,701  | 24位      | 3,769     | 20位      | 1,606     |
| 32位                       | リナンダ・シャープトゥリ                                       | T       | 5,681  | 30位      | 2,437     | 30位      | 849       |
| 以上16名がアンダーガールズ |                                                                |         |        |           |           |           |           |
| 圏外                       | アジジ・アサデル                                               | J       | -      | -         | -         | 31位      | 791       |
| 圏外                       | ジェシカ・チャンドラ                                           | アA     | -      | -         | -         | 32位      | 742       |